# Diontae Johnson
Pour les articles homonymes, voir Johnson.
(en) Statistiques sur pro-football-reference
Diontae Lamarcus Johnson, né le 5 juillet 1996 à Ruskin en Floride, est un sportif professionnel américain de football américain jouant au poste de wide receiver dans la National Football League (NFL) depuis la saison 2019 et dès 2025 pour les Browns de Cleveland.
Au niveau universitaire, il a joué pendant quatre saisons (2015-2018) pour les Rockets de l'université de Toledo  au sein de la NCAA Division I FBS et sa Mid-American Conference (MAC). Il est sélectionné dans la première équipe de la MAC en 2017 et 2018 tout en étant désigné meilleur joueur des équipes spéciales de cette conférence en 2018.
Sélectionné en 66e choix global lors du troisième tour de la draft 2019 de la NFL par la franchise des Steelers de Pittsburgh, il y joue pendant quatre saisons avant d'être échangé en 2024 aux Panthers de la Caroline contre le cornerback Donte Jackson (en) et le 178e choix de la draft 2024. Plus tard dans la saison, il passe chez les Ravens de Baltimore à la suite d'un échange. Libéré par Baltimore, il rejoint les Texans de Houston qui recherchaient un remplaçant pour Tank Dell blessé.
Libéré le 15 janvier 2025 par les Texans, il est de nouveau engagé par les Ravens. Non éligible pour jouer le reste de la saison 2024, il est libéré après la défaite mors du tour de division joué contre les Bills de Buffalo. Agent libre, il signe le 28 avril 2025 un contrat d'un an avec les Browns de Cleveland.